# 以色列—南蘇丹關係
以色列-南苏丹关系是指以色列国和南苏丹共和国之间的双边关系。
2011年7月10日，也就是南苏丹成为独立国家一天后，以色列便承认了南苏丹。7月15日，南苏丹宣布打算与以色列建立全面外交关系。7月28日，以色列宣布与南苏丹建立全面外交关系。两国目前的关系主要是在经济方面，但是在政治关系也有所发展。

## 历史
两国关系始于上世纪60年代末，当时苏丹人民解放军的领导人发动了一场反对北方政府的起义，并对以色列在1967年“六日战争”中的胜利印象深刻，于是向以色列伸出了援助之手。在苏丹，访问以色列是要受到惩罚的罪行，因此南方人冒着极大的个人风险与以色列保持联系。以色列特使还会见了南苏丹区域领导人，并在农业和基础设施发展领域启动了一项援助方案。